# Monanthochloe
Genre
Monanthochloe est un genre de plantes monocotylédones de la famille des Poaceae, sous-famille des Chloridoideae, originaire d'Amérique, qui comprend trois espèces.
Certains auteurs classent ces espèces dans le genre Distichlis.
Ce sont des plantes herbacées vivaces, rhizomateuses et stolonifères, de petite taille (aux tiges atteignant de 5 à 20 cm de haut), au port éricoïde. Les inflorescences sont réduites à un épillet unique.
Les espèces de ce genre sont dioïques, chaque plante ne portant que des épillets du même sexe, mâle ou femelle.

## Liste d'espèces
Selon The Plant List (2 février 2017) :
- Monanthochloe acerosa (Griseb.) Speg.
- Monanthochloe littoralis Engelm.

Selon Tropicos (2 février 2017) (Attention liste brute contenant possiblement des synonymes) :
- Monanthochloe acerosa (Griseb.) Speg.
- Monanthochloe australis Speg.
- Monanthochloe littoralis Engelm.